# 28 juillet 1979
Le samedi 28 juillet 1979 est le 209e jour de l'année 1979.

## Naissances
- Vladimir Kouzmitchev (mort le 24 septembre 2016), footballeur russe
- Katharina Herz, chanteuse allemande
- Sébastien Guèze, chanteur d'opéra français
- Birgitta Haukdal, chanteuse islandaise
- Wendy Delorme, femme de lettres, performeuse, militante LGBT
- Petar Popović, joueur serbe de basket-ball
- Alena Popchanka, nageuse biélorusse naturalisée française
- Kārlis Vērdiņš, poète letton
- Dan Potra, gymnaste roumain
- Hugo Alcântara, footballeur brésilien
- Ognjen Aškrabić, joueur serbe de basket-ball
- Dmytro Baranovskyy, athlète ukrainien
- Shahzoda, chanteuse et actrice ouzbek

## Décès
- Wolfgang Reinhardt (né le 13 décembre 1908), producteur autrichien
- George Seaton (né le 17 avril 1911), scénariste, réalisateur américain
- Christian Duvaleix (né le 13 mars 1923), acteur, scénariste et réalisateur français
- Frederick Stafford (né le 11 mars 1928), acteur autrichien d'origine tchèque

## Autres événements
- Sortie de la chanson All Night Long de Rainbow
- Sortie de l'album Down to Earth de Rainbow
- Changement de gouvernement en Inde : Charan Singh remplace Morarji Desai
- Sortie de l'album Down to Earth
- Ouverture, jusqu’au 4 aout, du 64e congrès mondial d’espéranto à Lucerne. Il a pour thème « L’aspect linguistique de s’organiser internationalement ».